# Margherita Plantageneta (contessa di Pembroke)
Sua Altezza Reale Margherita Plantageneta (in inglese:  Margaret Plantagenet ; Windsor, 20 luglio 1346 – Spagna, 1º ottobre 1361) era la figlia di Edoardo III d'Inghilterra e di Filippa di Hainaut. Margherita sposò John Hastings e con il matrimonio divenne Contessa di Pembroke; e lo fu dal 1359 alla sua morte il 1º ottobre 1361.

## Biografia

### Nascita
Margherita era la figlia di Edoardo III d'Inghilterra e della sua moglie Filippa di Hainaut,  ed era anche conosciuta come Margherita di Windsor.

#### Prospettive di Matrimonio
La prima prospettiva di matrimonio di Margherita fu Alberto III d'Austria, ma cambiò a causa della politica dell'epoca. Poco dopo fu data a Giovanni di Blois, figlio di Carlo di Blois e rivale di Giovanni V di Bretagna sul trono bretone; tuttavia, questo fidanzamento fu abbandonato perché sua sorella Maria d'Inghilterra era già fidanzata con il duca Giovanni IV di Bretagna.

### Matrimonio
Margaret crebbe con Giovanni Hastings, figlio di Lorenzo Hastings e di Agnese Mortimer, a sua volta figlia di Ruggero Mortimer (favorito di Isabella di Francia). Da bambini, Margherita e Giovanni, avevano una stretta compagnia. Lei e John si sposarono nella stessa settimana in cui Giovanni Plantageneto sposò Bianca di Lancaster.

### Morte Prematura
Due anni dopo, Margaret morì e fu sepolta nell'Abbazia di Abingdon. La data esatta e la causa della sua morte sono sconosciute; fu menzionata per l'ultima volta come vivente il 1º ottobre 1361.

## Ascendenza

### Antenati di Margherita, Contessa di Pembroke
|                                  |                        |                        | Genitori              |  |  | Nonni                    |  |  | Bisnonni                |  |
|                                  |                        |                        |                       |  |  | Edoardo II d'Inghilterra |  |  | Edoardo I d'Inghilterra |  |
|                                  |                        |                        |                       |  |  | Edoardo II d'Inghilterra |  |  | Edoardo I d'Inghilterra |  |
|                                  |                        | Eleonora di Castiglia  |                       |  |  | Edoardo II d'Inghilterra |  |  |                         |  |
| Edoardo III d'Inghilterra        |                        |                        |                       |  |  | Edoardo II d'Inghilterra |  |  |                         |  |
|                                  |                        | Isabella di Francia    | Filippo IV di Francia |  |  |                          |  |  |                         |  |
|                                  |                        | Isabella di Francia    | Filippo IV di Francia |  |  |                          |  |  |                         |  |
|                                  |                        | Isabella di Francia    | Giovanna I di Navarra |  |  |                          |  |  |                         |  |
| Margherita, Contessa di Pembroke |                        | Isabella di Francia    |                       |  |  |                          |  |  |                         |  |
|                                  | Guglielmo I di Hainaut | Giovanni I di Hainaut  |                       |  |  |                          |  |  |                         |  |
|                                  | Guglielmo I di Hainaut | Giovanni I di Hainaut  |                       |  |  |                          |  |  |                         |  |
|                                  | Guglielmo I di Hainaut | Filippa di Lussemburgo |                       |  |  |                          |  |  |                         |  |
| Filippa di Hainaut               | Guglielmo I di Hainaut |                        |                       |  |  |                          |  |  |                         |  |
|                                  |                        | Giovanna di Valois     | Carlo di Valois       |  |  |                          |  |  |                         |  |
|                                  |                        | Giovanna di Valois     | Carlo di Valois       |  |  |                          |  |  |                         |  |
|                                  |                        | Giovanna di Valois     | Margherita d'Angiò    |  |  |                          |  |  |                         |  |
|                                  |                        | Giovanna di Valois     |                       |  |  |                          |  |  |                         |  |